# 변비
변비는 대변이 대장에 오래 머물고 정상적으로 배변되지 않는 증상이다. 변비증(便祕症)이라고도 한다.

## 개요
일반적으로,
- 일반적으로 대변을 보지 않는 기간의 길이(대변을 봄이 3일 이상 없는, 주에 3회 이하 밖에 없는 등)
- 대변을 보기 어려움
- 잔변감(대변이 남아 있는 느낌)

등에 따라 인식·진단된다. '매일 대변을 보지 않으면 안 된다.'라고 생각하는 사람도 있는데, 대변을 보는 간격은 체질, 환경 등에 의해 가지각색이며, 일률적으로 결정하기가 어렵다.
일본 내과 학회에서는 '3일 이상 대변을 보지 않는 상태, 또는 매일 대변을 보더라도 잔변감이 있는 상태'로 정의하였다. 반면 1주일에 한 번 대변을 보더라도 통증이 없다면 변비가 아니라고 보기도 한다.
변비는 그 원인에 따라 두 종류로 분류된다.
- 기질성 변비
- 기능성 변비

## 같이 보기
- 변비약